# 為了誰的鍊金術師
《為了誰的鍊金術師》（簡稱「為誰而鍊金」）是日本手机游戏开发商Fuji & gumi Games开发的網路手機遊戲，類型為3D战略角色扮演。日版于2016年1月28日在Android、iOS和Microsoft Windows平台上发行，繁中版于2017年6月28日公测，而全球版则于2017年11月14日发行。日版於2024年11月28日停運。

## 游戏玩法
本作以3D战略回合制作为核心玩法，需要在地图上移动并战斗，而获胜条件是击败敌全军或大將。游戏中除了一般攻击外，也能够利用地形的高低差进行攻击。在單人模式下，玩家可以选择四名角色作为主力以及两名备用角色进入战斗。本作中的每个角色都会有2至3种职业，而根据角色职业的差异，移动、攻击、跳跃的格数都会有所差别。除了射程和移动格数外，本作还有释放技能时需消耗的SP，而SP能够通过普通攻擊獲得，於背部攻击或暴击時增加获得量。除此之外，游戏也支持和其他玩家聯手的4人副本。

## 故事简介
因人类触犯炼金术禁忌，七宗罪的傲慢、嫉妒、憤怒、怠惰、貪婪、暴食和色欲席卷整个巴贝尔大陆。此后大陆被分割成七国，而拥有禁断炼金术能力的七名主人公出现在那个大陆上。

## 开发与发行
曾开发《殺戮魅影》的Fuji & gumi Games于2015年12月18日宣布开发的第二部游戏《為了誰的鍊金術師》开放事前登录，并邀请河森正治和下村阳子，分别执导游戏开头动画和主题曲制作。游戏制作人今泉润在《Fami通》的采访中表示本作是以炼金术为核心并融入七宗罪而开发的群像剧游戏。2016年1月28日，由gumi于iOS、Android以及Microsoft Windows平台上正式发行，繁中版于2017年6月28日公测，全球版则是2017年11月14日在App store平台上发行。
2017年5月24日，官方在直播中宣布与《最终幻想XV》联动合作。此后也与《鋼之鍊金術師》、《Fate/stay night UBW》、《七大罪》和《真·女神轉生III—Nocturne》等作品合作。

## 外部連結
- 官方网站
- 【公式】為了誰的鍊金術師（為誰而鍊金）的X（前Twitter）